# Irigilla purpuralis
Irigilla purpuralis is een vlinder uit de familie van de grasmotten (Crambidae). De wetenschappelijke naam van de soort is voor het eerst geldig gepubliceerd in 1908 door George Francis Hampson.